# 米田智彦
米田 智彦（よねだ ともひこ、1973年1月23日 - ）は、日本の編集者、文筆家、コンテンツディレクター。
前ライフハッカー［日本版］編集長、前「FINDERS」創刊編集長。

## 概要
福岡県福岡市出身。福岡県立修猷館高等学校卒。青山学院大学在学中からミュージシャンとして活動。1995年、薬害エイズ訴訟における学生支援に加わり、「人間の鎖」に参加。同年9月、自ら作詞作曲したHIP HOPの楽曲で渋谷を1000人とともに抗議パレードを行い、新聞各紙に報道される。この楽曲はニッポン放送のスタジオでレコーディングされCDシングルとして限定発売される。
大学卒業後は時事通信社・社会部のアシスタントになり、その後、研究機関、出版社、ITベンチャー勤務を経て、フリーの編集者・ディレクターとして出版からウェブ、ソーシャルメディアを使ったキャンペーン、プロダクト開発、イベント企画まで多岐にわたる企画・編集・執筆・プロデュースに携わる。
2005年より「東京発、未来を面白くする100人」をコンセプトとしたウェブマガジン「TOKYO SOURCE」を有志とともに運営。数々の次世代をクリエイトする異才へのインタビューを行う。
2011年の約1年間、家財と定住所を持たずに東京という"都市をシェア"しながら旅するように暮らす生活実験「ノマド・トーキョー」を敢行。約50カ所のシェアハウス、シェアオフィスを渡り歩き、ノマド、シェア、コワーキングなどの最先端のオルタナティブな働き方・暮らし方を実践する100人以上の「ライフデザイナー」と出会い、その現場を実体験する。
2014年3月、ウェブメディア『ライフハッカー［日本版］』の編集長に就任。
2014年10月、「小屋展示場 by SuMiKa」に自身が企画立案した”移動型モバイル・トイレ型書斎”「In & Out & Go（号）」をデザイナーの安藤僚子の制作で出展。ものづくりの分野にも進出。
2015年4月、東急ハンズ銀座店にも「小屋をめぐる冒険〜ものづくり者たちの見本市」に同作品を展示。
2017年6月、ウェブメディア『ライフハッカー［日本版］』の編集長、退任。
2018年2月、株式会社シー・エヌ・エス・メディア代表取締役に就任。
2018年4月、「クリエイティブ×ビジネス」をコンセプトにしたウェブメディア「FINDERS」を創刊。発行人兼編集長に就任。
2022年3月、株式会社シー・エヌ・エス・メディア代表取締役及びFINDERS創刊編集長を退任。
2023年6月、Amazon、Netflix、Salesforce、PayPal、IBM等が参加する国際テックカンファレンス「Internet 2.0 Dubai Spring 2023」にて日本人初の「Outstanding Leadership Award」を受賞。同カンファレンスのパネルディスカッション「テクノロジーと社会的責任」に登壇。

## 主な作品
- 『これからを面白くしそうな31人に会いに行った。』（ピエブックス、2008）共著 ISBN 978-4-89444-728-8
- 『混浴温泉世界ー場所とアートの魔術性』（河出書房新社、2010）編著 ISBN 978-4-309-90864-9
- 『USTREAMビジネス応用ハンドブック 最新200事例から成功の秘訣を学ぶ』（アスキーメディアワークス、2010）共著 ISBN 978-4-04-868689-1
- 『僕らの時代のライフデザイン 自分でつくる自由でしなやかな働き方・暮らし方』（ダイヤモンド社、2013）ISBN 978-4-478-02268-9
- 『セカ就！世界で就職するという選択肢』（朝日出版社、2013）企画・編集 ISBN 978-4-255-00729-8
- 『デジタルデトックスのすすめ 「つながり疲れ」を感じたら読む本』（PHP研究所、2014）ISBN 978-4-569-81699-9
- 『いきたい場所で生きる 僕らの時代の移住地図』（ディスカヴァー・トゥエンティワン、2017）ISBN 978-4-799-32031-0